# Premio Anagrama
El Premio Anagrama de Ensayo es un premio literario concedido anualmente en España por la Editorial Anagrama a un ensayo inédito en lengua castellana, distinguiendo también a un finalista. En las bases del premio se menciona expresamente que el tema será libre, pero el jurado preferirá los trabajos de imaginación crítica a los de carácter erudito o estrictamente científico.
Creado en 1973, toma su nombre de la Editorial Anagrama, que edita los libros premiados. La dotación en 2024 es de 10.000 euros y publicación para el ganador, y publicación para el finalista. Se entrega en marzo del año siguiente a su convocatoria.

## Lista de ensayos ganadores del Premio Anagrama
| Año  | Ganador                   | País         | Obra                                                                                    |
| ---- | ------------------------- | ------------ | --------------------------------------------------------------------------------------- |
| 1973 | Xavier Rubert de Ventós   | España       | La estética y sus herejías                                                              |
| 1974 | Sebastià Serrano          | España       | Elementos de lingüística matemática                                                     |
| 1975 | Eugenio Trías             | España       | El artista y la ciudad                                                                  |
| 1976 | Enrique Gil Calvo         | España       | Lógica de la libertad. Por un marxismo libertario                                       |
| 1977 | No convocado              | No convocado | No convocado                                                                            |
| 1978 | Jordi Llovet              | España       | Por una estética egoísta. Esquizosemia                                                  |
| 1979 | No convocado              | No convocado | No convocado                                                                            |
| 1980 | Pere Gimferrer            | España       | Lecturas de Octavio Paz                                                                 |
| 1981 | Juan García Ponce         | México       | La errancia sin fin: Musil, Borges, Klossowski                                          |
| 1982 | Fernando Savater          | España       | Invitación a la ética                                                                   |
| 1983 | Luis Racionero            | España       | Del paro al ocio                                                                        |
| 1984 | Antonio Elorza            | España       | La razón y la sombra. Una lectura política de Ortega y Gasset                           |
| 1985 | Angel López García        | España       | El rumor de los desarraigados. Conflicto de lenguas en la península ibérica             |
| 1986 | Joaquim Lleixà            | España       | Cien años de militarismo en España                                                      |
| 1987 | Carmen Martín Gaite       | España       | Usos amorosos de la posguerra española                                                  |
| 1987 | Carme Riera               | España       | La Escuela de Barcelona                                                                 |
| 1989 | Víctor Gómez Pin          | España       | Filosofía. El saber del esclavo                                                         |
| 1990 | Josep Maria Colomer       | España       | El arte de la manipulación política                                                     |
| 1991 | Antonio Escohotado        | España       | El espíritu de la comedia                                                               |
| 1992 | José Antonio Marina       | España       | Elogio y refutación del ingenio                                                         |
| 1993 | Soledad Puértolas         | España       | La vida oculta                                                                          |
| 1994 | Miguel Morey              | España       | Deseo de ser piel roja. Novela familiar                                                 |
| 1995 | Javier Echeverría         | España       | Cosmopolitas domésticos                                                                 |
| 1996 | Vicente Verdú             | España       | El planeta americano                                                                    |
| 1997 | Norbert Bilbeny           | España       | La revolución en la ética. Hábitos y creencias en la sociedad digital                   |
| 1998 | Alejandro Gándara         | España       | Las primeras palabras de la creación                                                    |
| 1999 | Manuel Delgado            | España       | El animal público. Hacia una antropología de los espacios urbanos                       |
| 2000 | Carlos Monsiváis          | México       | Aires de familia. Cultura y sociedad en América Latina                                  |
| 2001 | Nora Catelli              | Argentina    | Testimonios tangibles. Pasión y extinción de la lectura en la narrativa moderna         |
| 2002 | Vicenç Navarro            | España       | Bienestar insuficiente, democracia incompleta. Sobre lo que no se habla en nuestro país |
| 2003 | Josep Casals              | España       | Afinidades vienesas. Sujeto, lenguaje, arte                                             |
| 2004 | Jordi Gracia              | España       | La resistencia silenciosa. Fascismo y cultura en España                                 |
| 2005 | Manuel Cruz               | España       | Las malas pasadas del pasado. Identidad, responsabilidad, historia                      |
| 2006 | Rafael Rojas              | Cuba         | Tumbas sin sosiego. Revolución, disidencia y exilio del intelectual cubano              |
| 2007 | Andrés Barba              | España       | La ceremonia del porno                                                                  |
| 2007 | Javier Montes             | España       | La ceremonia del porno                                                                  |
| 2008 | Gustavo Guerrero          | Venezuela    | Historia de un encargo: "La catira" de Camilo José Cela                                 |
| 2009 | Jesús Ferrero             | España       | Las experiencias del deseo. Eros y misos                                                |
| 2010 | Eloy Fernández Porta      | España       | €®O$ (Eros). La superproducción de los afectos                                          |
| 2011 | Vicente Serrano           | España       | La herida de Spinoza. Felicidad y política en la vida posmoderna                        |
| 2012 | José Ovejero              | España       | La ética de la crueldad                                                                 |
| 2013 | Luis Goytisolo            | España       | Naturaleza de la novela                                                                 |
| 2014 | Sergio González Rodríguez | México       | Campo de guerra                                                                         |
| 2015 | Patricia Soley-Beltrán    | España       | ¡Divinas! Modelos, poder y mentiras                                                     |
| 2016 | José Luis Pardo           | España       | Estudios del malestar. Políticas de la autenticidad en las sociedades contemporáneas    |
| 2017 | Remedios Zafra            | España       | El entusiasmo. Precariedad y trabajo creativo en la era digital                         |
| 2018 | Dardo Scavino             | Argentina    | El sueño de los mártires                                                                |
| 2019 | Daniel Gamper             | España       | Las mejores palabras                                                                    |
| 2020 | Pau Luque                 | España       | Las cosas como son y otras fantasías. Moral, imaginación y arte narrativo               |
| 2021 | Enrique Díaz Álvarez      | México       | La palabra que aparece. El testimonio como acto de supervivencia                        |
| 2022 | Josep M. Fradera          | España       | Antes del antiimperialismo. Genealogía y límites de una tradición humanitaria           |
| 2023 | Nadal Suau                | España       | Curar la piel. Ensayo en torno al tatuaje                                               |
| 2024 | Lola López Mondéjar       | España       | Sin relato. Atrofia de la capacidad narrativa y crisis de la subjetividad               |

## Lista de ensayos finalistas del Premio Anagrama
- 1973 - no se otorgó premio para la obra finalista
- 1974 - Antonio Escohotado (España), De physis a polis. La evolución del pensamiento filosófico griego desde Thales a Sócrates / Eduardo Subirats (España), Utopía y subversión / Jenaro Talens (España), El espacio y las máscaras. Introducción a la lectura de Cernuda
- 1975 - Fernando Cesarman (México), El ojo de Buñuel. Psicoanálisis desde una butaca
- 1976 - José Luis Pardo (España), Transversales. Texto sobre los textos / Luis Racionero (España), Filosofías del underground
- 1977 - la editorial no convocó el premio en esta edición
- 1978 - no se otorgó premio para la obra finalista
- 1979 - la editorial no convocó el premio en esta edición
- 1980 - no se otorgó premio para la obra finalista
- 1981 - Francesc Hernández, Francesc Mercadé y Benjamín Oltra (España), La ideología nacional catalana / Josep Muntañola (España), Poética y arquitectura
- 1982 - Magda Catalá (España), Reflexiones desde un cuerpo de mujer / José Jiménez (España), El ángel caído
- 1983 - no se otorgó premio para la obra finalista
- 1984 - no se otorgó premio para la obra finalista
- 1985 - no se otorgó premio para la obra finalista
- 1986 - no se otorgó premio para la obra finalista
- 1987 - Enrique Lynch (Argentina), La lección de Scheherezade
- 1988 - no se otorgó premio para la obra finalista
- 1989 - Vicente Verdú (España), Días sin fumar
- 1990 - Pedro Azara (España), De la fealdad del arte moderno / J. R. Llobera, La identidad de la antropología
- 1991 - José Luis Brea (España), Las auras frías / Óscar A. Guasch, La sociedad rosa
- 1992 - Pedro Azara (España), Imagen de lo Invisible / Sergio González Rodríguez (México), El Centauro en el paisaje
- 1993 - Norbert Bilbeny (España), El idiota moral / Enrique Ocaña (España), El Dioniso moderno y la farmacia utópica
- 1994 - Gurutz Jáuregui (España), La democracia en la encrucijada / Julio Quesada (España), Ateísmo difícil
- 1995 - Santiago Alba Rico (España), Las reglas del caos. Apuntes para una antropología del mercado
- 1996 - Gabriel Zaid (México), Los demasiados libros
- 1997 - José Miguel G. Cortés (España), Orden y caos. Un estudio cultural sobre lo monstruoso en el arte
- 1998 - Mercedes Odina y Gabriel Halevi (España), El factor fama
- 1999 - Miguel Dalmau (España), Los Goytisolo
- 2000 - Albert Forment (España), José Martínez: la epopeya de Ruedo Ibérico
- 2001 - Helena Béjar (España), El mal samaritano. El altruismo en tiempos del escepticismo
- 2002 - Tomás Abraham (Argentina), Situaciones postales
- 2003 - Tomás G. Perdiguero (España), La responsabilidad social de las empresas en un mundo global
- 2004 - Rafael del Águila (España), Sócrates furioso. El pensador y la ciudad
- 2005 - J. Benito Fernández (España), Eduardo Haro Ibars: los pasos del caído
- 2006 - Pere Saborit (España), Vidas adosadas. El miedo a los semejantes en la sociedad contemporánea
- 2007 - Antoni Martí Monterde (España), Poética del Café. Un espacio de la modernidad literaria europea
- 2008 - Andreu Domingo (España), Descenso literario a los infiernos demográficos
- 2009 - Agustín Fernández Mallo (España), Postpoesía. Hacia un nuevo paradigma
- 2010 - Beatriz Preciado (España), Pornotopía. Arquitectura y sexualidad en «Playboy» durante la guerra fría
- 2011 - Jorge Fernández Gonzalo (España), Filosofía zombi
- 2012 - Graciela Speranza (Argentina), Atlas portátil de América Latina: arte y ficciones errantes
- 2013 - Jorge Carrión (España), Publirreportaje: Librerías con encanto
- 2014 - Luigi Amara (México), Historia descabellada de la peluca
- 2015 - No se otorgó premio para la obra finalista
- 2016 - Luciano Concheiro San Vicente (México), Contra el tiempo. Filosofía práctica del instante
- 2017 - No se otorgó premio para la obra finalista
- 2018 - No se otorgó premio para la obra finalista
- 2019 - No se otorgó premio para la obra finalista
- 2020 - No se otorgó premio para la obra finalista
- 2021 - Bernat Castany Prado (España), Una filosofía del miedo